# Баков, Нарзан Муратович
Нарза́н Мура́тович Баков (9 мая 1926, с. Сармаково, Нагорный округ, Кабардино-Балкарская автономная область, СССР — 8 мая 2001, Нальчик, Кабардино-Балкария, Россия) — председатель колхоза «Ошхамахо» Зольского района Кабардино-Балкарской АССР, Герой Социалистического Труда (1966).

## Биография
Родился 9 мая 1926 года в селе Сармаково Нагорного округа Кабардино-Балкарской автономной области (ныне — Зольского района Кабардино-Балкарии) в семье председателя колхоза «Красный Псыншоко» Нагорного (ныне Зольского) района Мурата Масхудовича и Марьяны Гисовны Баковых. По национальности кабардинец.
Окончил среднюю школу в селе Шордаково, после чего в 1943 году устроился учётчиком полеводческой бригады в колхоз «Ошхамахо» Зольского района Кабардино-Балкарской АССР. В следующем году поступил на службу в НКВД (с марта 1946 года — МВД) Кабардино-Балкарской ССР: милиционером в городе Нальчик, участковым уполномоченным, начальником паспортного стола Зольского районного отдела МВД. Вступил в КПСС.
С ноября 1948 по декабрь 1971 года возглавлял колхоз «Ошхамахо», добившись серьёзных преобразований и достижений в развитии не только экономической, но и социальной сферы (были построены дом культуры, школа, детский сад, сельский водопровод и другие объекты производственного и культурно-бытового назначения). В 1951—1953 годах учился в школе председателей колхозов в Нальчике, получив квалификацию «младший агроном».
Указом Президиума Верховного Совета СССР от 22 марта 1966 года «за достигнутые успехи в развитии животноводства, увеличении производства и заготовок мяса, молока, яиц, шерсти и другой продукции» удостоен звания Героя Социалистического Труда с вручением ордена Ленина и золотой медали «Серп и Молот».
В 1972 году заочно окончил Кабардино-Балкарский университет, переехал в Нальчик, устроившись директором местного комбината хлебопродуктов, и проработал в должности до 1987 года. Выйдя на пенсию, несколько лет проработал заместителем главного врача санатория «Туркменистан» (Ленинград).
Избирался депутатом Верховного Совета Кабардино-Балкарской АССР 6-го и 7-го созывов, членом Кабардино-Балкарского обкома и Зольского райкома КПСС, делегатом десяти партийных областных конференций.
Жил в Нальчике, где из-за болезни скончался 8 мая 2001 года за сутки до своего 75-летия.

## Семья
Трижды женат, четверо детей: от первой жены — сын Хажби и дочь Мира, от второй — сыновья Аслан и Анзор, от третьей жены Фаины Османовны Баковой детей нет.

## Признание и награды
Почётный гражданин села Шордаково, где ему установлен памятник. Почётный колхозник колхоза «Ошхамахо». Решением Нальчикского городского Совета местного самоуправления от 10 апреля 2002 года «Об увековечении имени Н. М. Бакова» в Нальчике на улице Захарова, 105 ему установлена мемориальная доска. В 2010 году в Нальчике в «Издательстве М. и В. Котляровых» был издан фотобуклет «Добрые дела и светлое имя», посвящённый памяти Нарзана Муратовича. Внук Мурат Хапсироков неоднократно устраивал всероссийский турнир по дзюдо, сын Анзор Баков — по греко-римской борьбе среди юниоров, посвящённые памяти Нарзана Бакова.
Награждён орденами Ленина (22.03.1966), Трудового Красного Знамени (04.07.1957), медалями, в том числе Большой и Малой золотой и Большой серебряной медалью ВДНХ.